# Georg Feldhahn

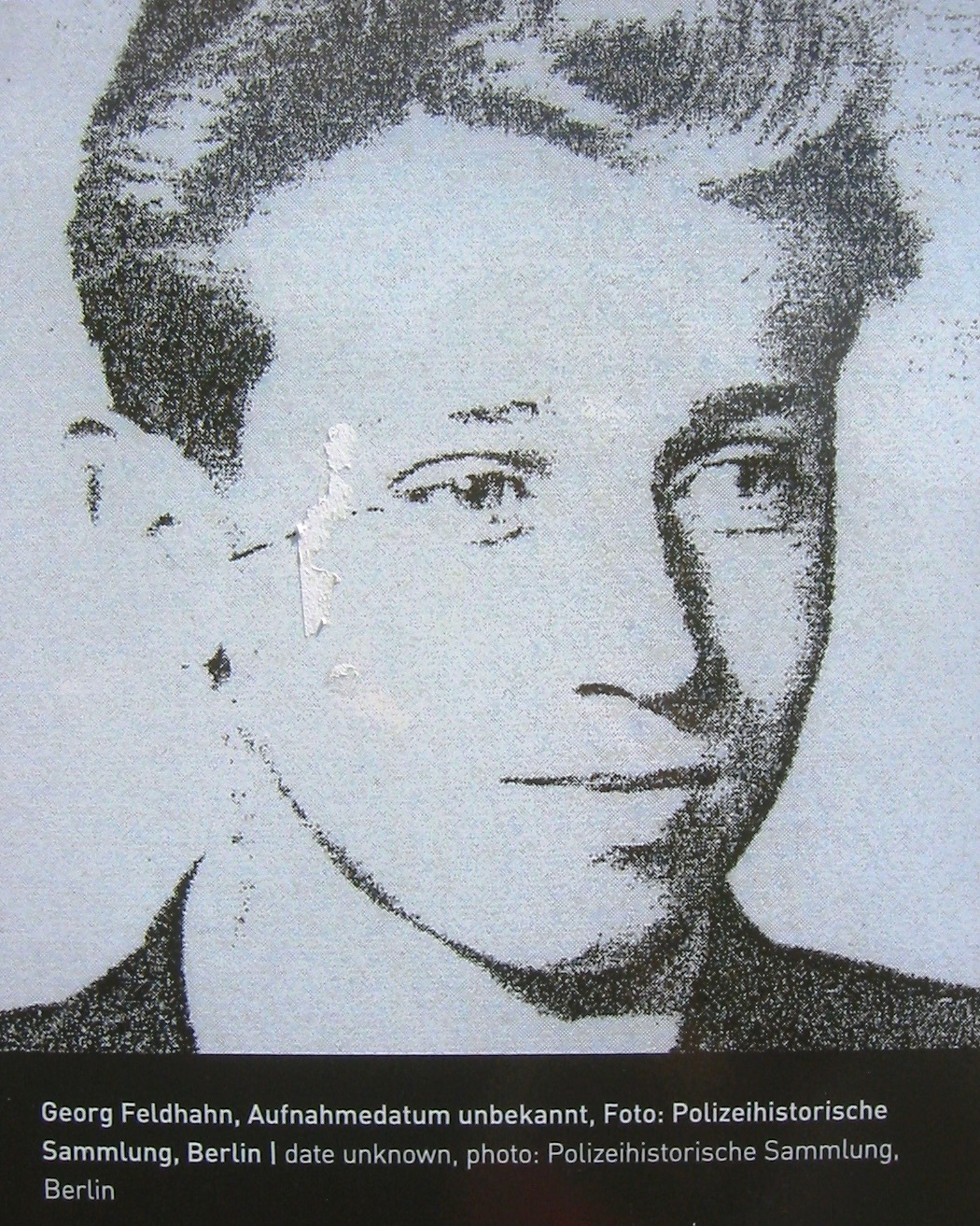

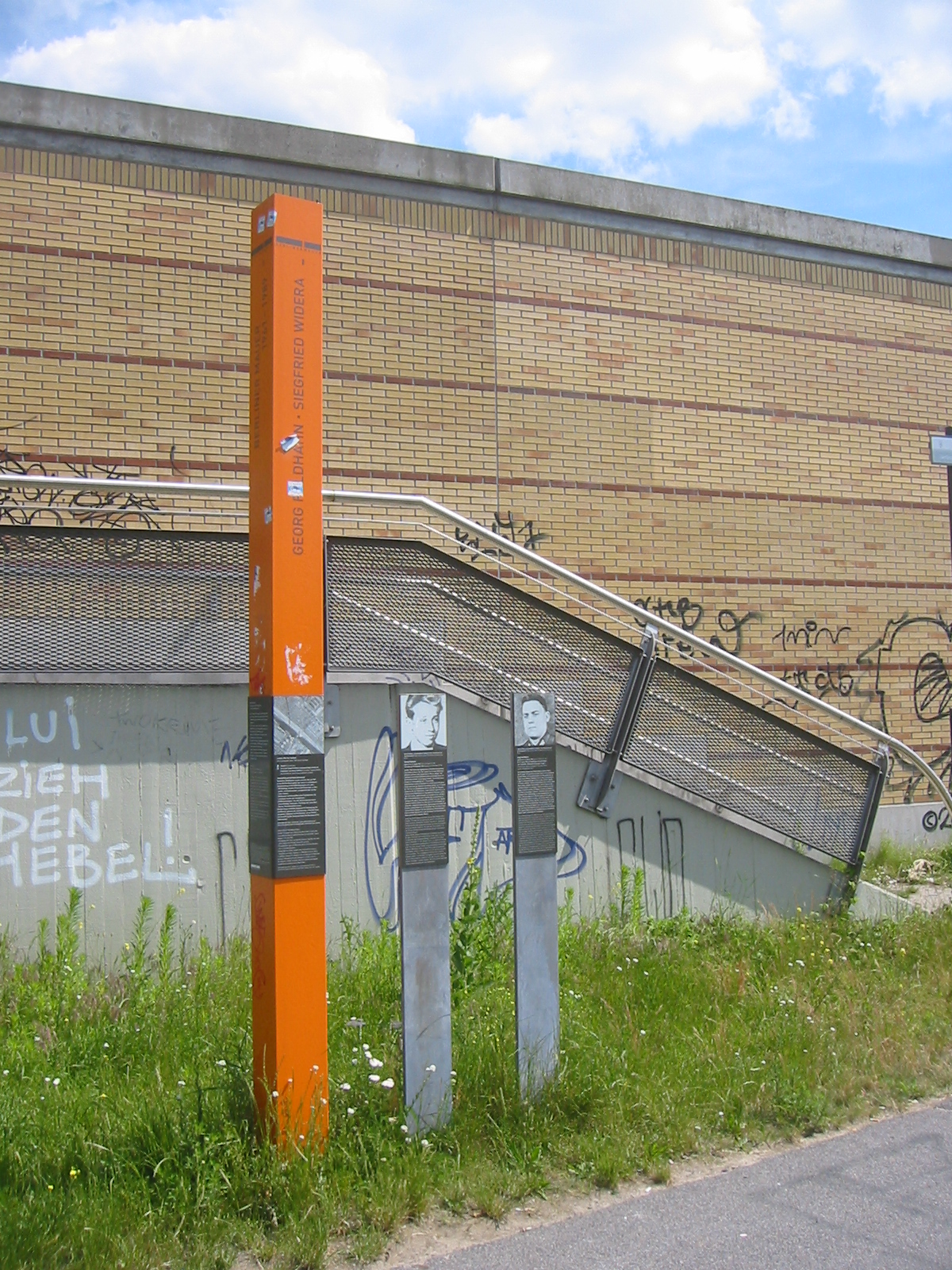
Stela pamiątkowa

Georg Feldhahn (ur. 12 sierpnia 1941 we Friesack, zm. 19 grudnia 1961 w Berlinie) – policjant służb granicznych NRD, zaliczany do ofiar śmiertelnych Muru Berlińskiego w związku z utonięciem podczas próby ucieczki do Berlina Zachodniego.

## Życiorys
Georg Feldhahn przyszedł na świat podczas drugiej wojny światowej w miejscowości Friesack. W wieku czterech miesięcy został – podobnie jak jego siostra – odebrany matce i umieszczony w domu dziecka. W 1942 r. ojciec stracił życie w obozie koncentracyjnym w Buchenwaldzie. Po zakończeniu wojny rodzeństwo adoptowane zostało przez przybranych rodziców z Buschow. Po ukończeniu szkoły Feldhahn uczył się w jednym z państwowych gospodarstw rolnych zawodu traktorzysty. We wrześniu 1959 r. zgłosił się ochotniczo do służby w policji granicznej, zobowiązując się do tejże na okres trzech lat. Początkowo stacjonował w Groß-Glienicke, po wybudowaniu muru przeniesiono go do Berlina.
Do dnia ucieczki nie wzbudzał jakichkolwiek podejrzeń zarówno wśród własnych przełożonych, jak i wobec aparatu bezpieczeństwa (Stasi). Według ustaleń tego ostatniego, w dniu dezercji jeszcze przed objęciem służby miał pić z dwoma innymi funkcjonariuszami alkohol. Około godziny 21:00 objął posterunek przy moście Massantebrücke przebiegającym przez Teltowkanal. Tam otrzymał od dowódcy zadanie wypróbowania urządzeń sygnałowych. Zamiast wrócić z meldunkiem udał się na prowadzący ku Berlinowi Zachodniemu most, przy czym odkryty został przez dwóch innych policjantów, oddając w ich kierunku kilka strzałów. Ścigający go policjanci zgubili jednak szybko trop, w związku z czym wyszli z przekonania, jakoby zbiegły zdołał przedostać się na stronę zachodnią.
Jego zwłoki odnalezione zostały 11 marca 1962 r. przez zachodnioberlińskie służby celne przy moście Späthbrücke w Neukölln. Głowa i twarz ofiary były już mocno zniekształcone, rozpoznano jednak mundur wschodnioniemieckiej Grenzpolizei. W wyniku sekcji zwłok jako przyczynę śmierci ustalono utonięcie, okoliczności tejże wyjaśniono jednak dopiero po upadku muru i zjednoczeniu Niemiec. Także i siostra ofiary dowiedziała się wówczas o tragicznym losie zaginionego.